# Na wiedno
Na Wiedno – pierwsza solowa płyta Weroniki Korthals, wokalistki zespołu Ha-Dwa-O!.
Na płycie znajduje się 15 utworów (10 piosenek w języku kaszubskim oraz 5 w języku polskim). Do piosenek Na Kaszëbach oraz Czemù tak zostały zrealizowane teledyski przez Telewizję Kaszuby. Płyta zawiera kompozycje m.in.: Jerzego Stachurskiego, Eugeniusza Pryczkowskiego, Tomasza Fopke, Romana Drzeżdżona.

## Lista utworów
| #   | Tytuł                                                                              | Czas |
| --- | ---------------------------------------------------------------------------------- | ---- |
| 1.  | Na Kaszëbach Słowa: Tomasz Fopke Muzyka: Weronika Korthals-Tartas                  | 3:10 |
| 2.  | Czemù tak - jô pitóm Słowa: Eugeniusz Pryczkowski Muzyka: Weronika Korthals-Tartas | 3:28 |
| 3.  | Na wiedno Słowa: Tomasz Fopke Muzyka: Weronika Korthals-Tartas                     | 3:53 |
| 4.  | Kaszëbsczé jezora Słowa i Muzyka: ks. A. Pepliński                                 | 2:42 |
| 5.  | Redosny dzéń Słowa: Jerzy Stachurski Muzyka: Weronika Korthals-Tartas              | 3:59 |
| 6.  | Kąsk òptimistno Słowa: Tomasz Fopke Muzyka: Weronika Korthals-Tartas               | 3:27 |
| 7.  | Leno Të Słowa: Tomasz Fopke Muzyka: Weronika Korthals-Tartas                       | 3:46 |
| 8.  | Pod borem brzózka stojała Słowa: A.Labuda Muzyka: J.Trepczyk                       | 3:40 |
| 9.  | Welewetka Słowa I Muzyka: ludowe                                                   | 3:00 |
| 10. | Nie ma miłości bez zazdrości Słowa i Muzyka: Violetta Villas                       | 2:28 |
| 11. | Tyle dźwięków Słowa: Łukasz Tartas Muzyka: Weronika Korthals-Tartas                | 3:08 |
| 12. | Nowy Jork, 7:05 Słowa: Łukasz Tartas Muzyka: Weronika Korthals-Tartas              | 3:18 |
| 13. | Kołysanka dla Z. Słowa: Łukasz Tartas Muzyka: Łukasz Tartas                        | 3:23 |
| 14. | Oszukam czas Słowa: Sonia Neumann Muzyka: Tomasz “KONFI” Konfederak                | 4:05 |
| 15. | Gwiôzdkòwô kòlibiónka Słowa: Roman Drzeżdżon Muzyka: Weronika Korthals-Tartas      | 3:11 |

## Muzycy
- Weronika Korthals – śpiew
- Joanna Czap – flet poprzeczny
- Mirek Hałenda – fortepian, keyboard itp.
- Andrzej Heimowski – gitara klasyczna
- Aleksander Kamiński – saksofon
- Łukasz Kostecki – gitara elektryczna
- Michał Kruczalak – perkusja
- Kamil Kruczkowski – trąbka
- Kwartet smyczkowy "Cztery kolory":
  - Beata Wojtowicz – I skrzypce
  - Marta Jadczuk-Świątek – II skrzypce
  - Marek Czulak – altówka
  - Aneta Wądołowska – wiolonczela
- Jacek Loroch – mandolina, gitara akustyczna
- Jan Pałys – fortepian, hammond
- Natalia Szroeder – śpiew (5)
- Darek Śleszyński – gitara basowa
- Łukasz Tartas – chórek (9)
- Larry OK Ugru – śpiew (9) chórek (9)
- Marek Wikowski – saksofon
- Mateusz Zielke – puzon
- Zosia – melorecytacja

## Single
1. Czemù tak
2. Na Kaszëbach

Do tych piosenek zostały nakręcone teledyski zrealizowane przez Telewizję Kaszuby